# Танго Банго
Танго Банго је други студијски албум загребачке рок групе Аеродром који је изашао 1981. године. Материјал за албум снимљен је у Генерал Рекординг Саунд Студију у Милану, а продукцију је урадио Пико Станчић, док су се као аутори, уз Јурицу Пађена, потписали још Младен Крајник и Ремо Картагине. Албум се састоји од десет песама и објавила га је дискографска кућа Југотон. Песме попут Стави праву ствар, Добро се забављај и Твоје лице, постале су хитови и донеле им велику радијску слушаност и популарност код публике. На албуму се појавио и нови бубњар Бранко Кнежевић, умјесто Паола Сфеција који је отишао у Парни ваљак. Овим албумом Аеродром је готово у потпуности напустио све елементе прогресивног рока који се могу чути на њиховом првом албуму Кад мисли ми врлудају и улази у воде тада изузетно популарног новог таласа. Ова трансформација бенду доноси изузетан успех и популарност, посебно денс рок песма Стави праву ствар, балада Твоје лице и ска поп песма Добро се забављај, које су све биле објављене као синглови.

## Списак песама
- Стави праву ствар
- Твоје лице
- Добро се забављај
- Рок & порок
- Нудистичка плажа
- Аеродром
- Мордореа
- Мијењам се
- Дјевојке
- Монотонија

## Извођачи
- Јурица Пађен - електрична гитара, вокал
- Ремо Картагине - бас гитара
- Бранко Кнежевић - бубњеви
- Младен Крајник - клавијатуре, вокал
- Златан Живковић - вокал, удараљке

## Продукција
- Иван Пико Станчић - продуцент
- Јурица Пађен - текст
- Бруно Маласома - тон мајстор
- Синиша Шкарица - уредник редакције
- Лупи Добрић - техничар
- Андрија Зелмановић - фотографија
- Дубравко Мајнарић - главни уредник